# 번영
번영은 번창하고 운이 좋으며 성공적인 사회적 지위이다. 번영은 행복, 건강 등 모든 정도의 부가 될 수 있는 기타 요소를 포함한 부를 만들어낸다.

## 번영의 상충되는 개념
번영의 경제학 개념은 건강, 행복, 정신적 번영 개념과 상충되거나 상통한다. 예를 들어 기나긴 노동 시간은 경제적 번영의 특정 척도를 제고시키지만 사람들은 더 짧은 시간 일하는 것을 선호한다. 불교에서는 번영을 집단주의와 영성에 중점을 두고 본다. 이러한 관점은 자본주의적 번영 개념과 상충될 수 있는데, 후자는 탐욕과 연관되어 있기 때문이다. 사회 조사 자료에 따르면, 소득이 증가한다고 해서 행복이 지속적으로 증가하는 것은 아니다. 이에 대한 제안된 설명 중 하나는 쾌락적 적응과 사회적 비교, 그리고 이러한 요소를 예측하지 못하여 사람들이 가족 생활 및 건강과 같은 비재정적 목표에 충분한 에너지를 할당하지 못하게 되기 때문이다.
23개국 20,000명 이상의 빈곤층을 대상으로 한 연구를 기반으로 한 세계 은행의 "가난한 이들의 목소리"에서는 빈곤층이 빈곤의 일부로 식별하는 다양한 요인을 식별한다. 여기에는 권력자의 학대, 기관의 무력화, 배제된 장소, 성별 관계, 보안 부족, 제한된 능력, 신체적 한계, 불안정한 생계, 사회적 관계 문제, 취약한 지역사회 조직 및 차별이 포함된다.

## 같이 보기
- 문화 자본
- 건강
- 인권
- 정의
- 정신건강
- 평화
- 빈곤